# Veronica erciyasdagii
Veronica erciyasdagii är en grobladsväxtart som först beskrevs av M.A.Fisch., och fick sitt nu gällande namn av C.Vural. Veronica erciyasdagii ingår i släktet veronikor, och familjen grobladsväxter. Inga underarter finns listade i Catalogue of Life.